# سنگ صلوات

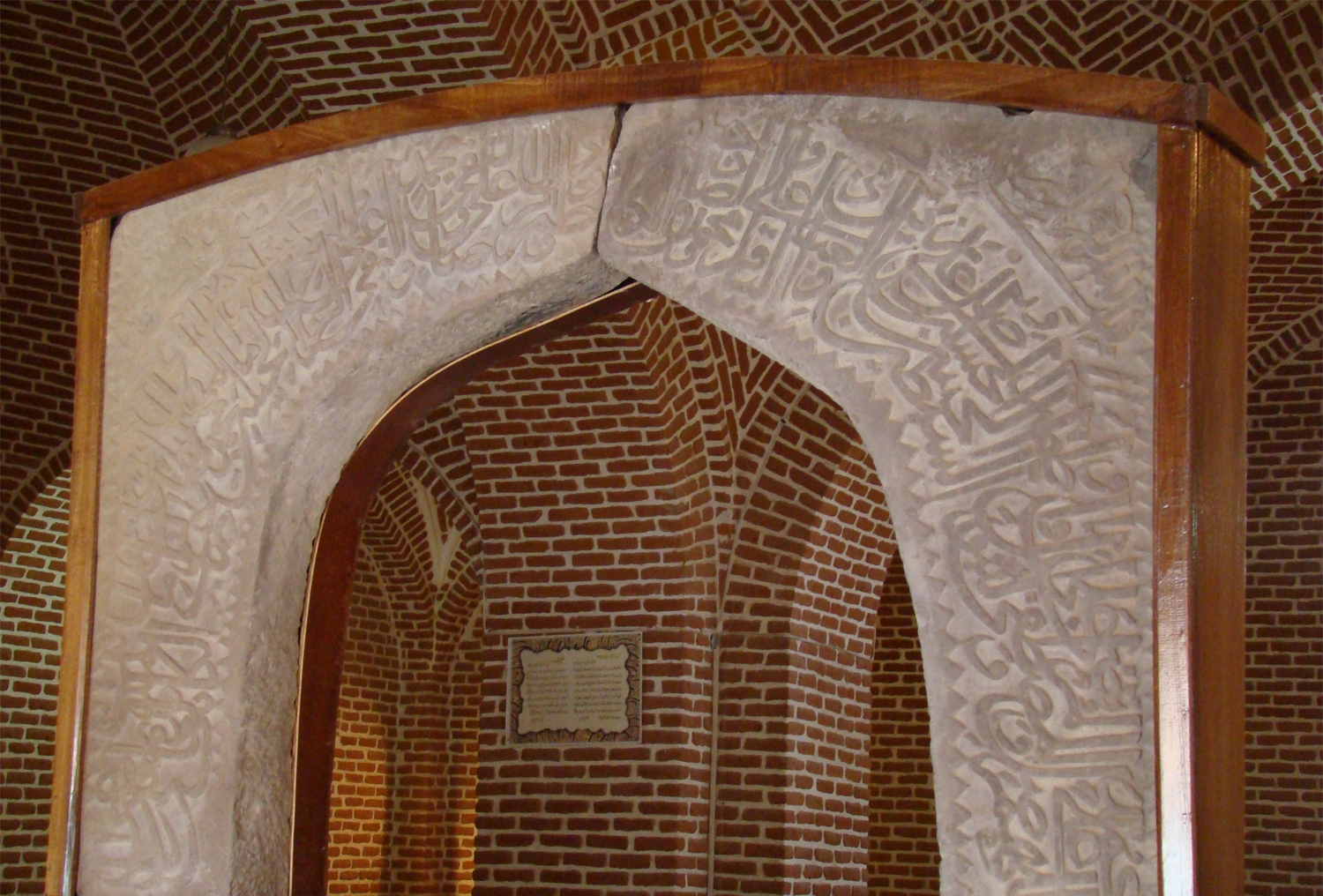
سنگ صلوات مراغه
تاریخ کتابت: نامعلوم
شیوه نگارش: حجاری 
خط: نسخ 

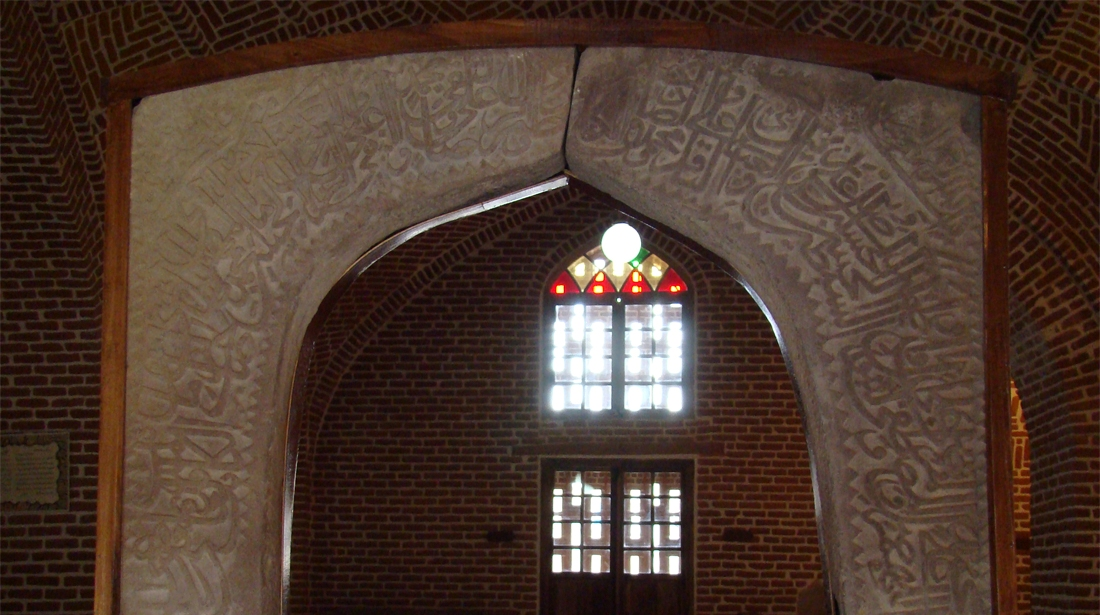
سنگ صلوات مراغه

کاربرد: بخشی از سردر ورودی یک بنا《احتمالاً زورخانه یا مسجد》 
کاتب: قدیمعلی ساعی
شکل: دارای قوس جناغی متشکل از دو قطعه
تزیین: تزیینات کنگره‌ای شکل در حاشیه متن 
محل نگهداری: موزه سنگ نگاره‌های مراغه